# Sorgu
Sorgu is een onbewoond Estisch eiland in de Golf van Riga, 5 kilometer ten zuidoosten van Manilaid. Bestuurlijk gezien behoort Sorgu tot de plaats Manija, die tot de gemeente Pärnu behoort.
Sorgu werd al genoemd op Willem Janszoon Blaeus kaart uit 1662 als Sorkholm. In 1904 is op het eiland een 16-meter hoge vuurtoren gebouwd en in 1913 werd er een complex aangebouwd om de familie van de vuurtorenwachter te kunnen huisvesten. In de jaren zeventig werd de vuurtoren geautomatiseerd.